# Svend Tveskæg
Sweyn Forkbeard (tiếng Bắc Âu cổ: Sveinn Tjúguskegg; tiếng Đan Mạch: Svend Tveskæg; 960-3 tháng 2 năm 1014) là vị vua Đan Mạch, Anh, và một số khu vực của Na Uy. Ông là con trai của vua Harald Răng Xanh và cha của Knud Đại đế.
Vào giữa thập niên 980, Sweyn đã nổi dậy chống lại Harald Răng Xanh và chiếm giữ ngai vàng. Harald bị buộc lưu vong và chết ngay sau đó trong tháng 11 năm 986 hoặc năm 987. Năm 1000, với sự trung thành của Trondejarl, Eric của Lade, Sweyn cai trị phần lớn Na Uy. Trong năm 1013, không lâu trước khi qua đời, ông trở thành vị vua Đan Mạch đầu tiên của nước Anh sau một nỗ lực lâu dài.